# Shahrestān-e Sar‘eyn
Shahrestān-e Sar‘eyn (persiska: شهرستان سرعين, سرعين) är en delprovins (shahrestan) i Iran.   Den ligger i provinsen Ardabil, i den nordvästra delen av landet, 400 km nordväst om huvudstaden Teheran.
Delprovinsen hade 18 200 invånare 2016.